# Munții Simien
Munții Simien (Semien) sunt un lanț montan localizat în partea de est a Africii, în Etiopia, la nord-est de orașul Gondar. Sunt incluși în Patrimoniul Mondial UNESCO și cuprind Parcul Național Munții Simien. Se prezintă ca un șir de platouri înalte, străpunse din loc în loc de creste. Altitudinea maximă este înregistrată în vârful Ras Dashen (4.543 m); înălțimi importante fiind și Biuat (4.437 m), Abba Yared (4.460 m). Din punct de vedere geologic se aseamănă cu Munții Scorpiei. Munții Simien se încdrează între puținele masive africane în care se înregistrează ninsori în mod regulat.